# بیشورن
بیشورن (به لاتین: Bishorn) یک کوه در سوئیس است که در کانتون وله واقع شده‌است. بیشورن ۴٬۱۵۳ متر بالاتر از سطح دریا واقع شده‌است.